# Jemini
Jemini (Джеминай) — британский поп-дуэт, известный своим крайне неудачным выступлением на конкурсе песни Евровидение 2003.

## История

### Создание группы и начало карьеры
Крис Кромби (англ. Chris Cromby) и Джемма Эбби (англ. Gemma Abbey) (оба род. в 1982) познакомились друг с другом в 1995, во время обучения в школе. Обоих связывал интерес к музыке, и вскоре они создали свою первую группу под названием «Tricity». Коллектив выступал в основном в досуговых заведениях с кавер-версиями песен популярных исполнителей, а также с музыкой собственного сочинения. К 2001 дуэт изменил своё название на «Jemini» (Jem (Gemma)+in (and)+I).

### Cry Baby
В 2003 дуэт решает принять участие на национальном отборе на предстоящий конкурс «Евровидение», который должен был проходить в столице Латвии Риге. Джем заявляла, что с детства являлась фанаткой конкурса. Музыкантам удалось стать победителями отборочного тура, и они получили возможность представить свою страну на ежегодном песенном фестивале с песней «Cry Baby» (рус. Плачь, детка).

### Провал на конкурсе, распад группы. Оценка творчества
На Евровидении-2003 Jemini выступили под пятнадцатым номером, исполнив композицию «Cry Baby». К всеобщему удивлению, в итоге песня не получила ни одного балла, таким образом финишировав на последнем (двадцать шестом) месте. Ранее Великобритания никогда не занимала последнего места (правда, позднее страна оказывалась на последнем месте в 2008, 2010 и 2021), тем более с результатом в ноль баллов, что с введением новой системы голосования в 1975 является большой и очень неприятной редкостью. Несмотря на это, одноимённый сингл занял девятнадцатое место в чарте «Columbia’s Hot 100» и пятнадцатое место в «UK Singles Chart».
Выступление на Евровидение прошло неудачно по ряду причин. Многие критики отмечали «фальшивость» исполнения конкурсной песни, хотя по их мнению, она не была самой худшей на конкурсе. По мнению ирландского комика Терри Вогана, такой низкий результат мог быть обеспечен Войной в Ираке, в которой Великобритания принимала непосредственное участие (что также отмечалось некоторыми исследователями). Само участие музыкантов на Евровидении было также усугублено некоторыми техническими неполадками и плохим исполнением бэк-вокалистов. Как отмечает Джон Кеннеди О’Коннор в «Официальной истории Евровидения», это был самый впечатляющий провал Великобритании на песенном фестивале (поскольку это был первый случай, когда в финале было 26 выступлений, в дальнейшем и вплоть до 2012 их было только 24-25).
После участия на Евровидении звукозаписывающий лейбл певцов, «Integral Records», сразу же разорвал с ними контракт и отказался выпускать дебютный альбом и второй сингл группы, ссылаясь на падение спроса к ним. Через некоторое время Jemini распались; а бывшие участники коллектива не связали свой род деятельности с музыкой.

## Дискография

### Альбомы
- Love is blind (2003) — релиз отменён

### Синглы
- Cry Baby (2003)
- Try to love (2003) — релиз отменён

### Места в чартах
- Cry Baby

- UK Singles Chart — 15
- Irish Singles Chart — 73
- Columbia’s Hot 100 — 19